# Каменный корабль

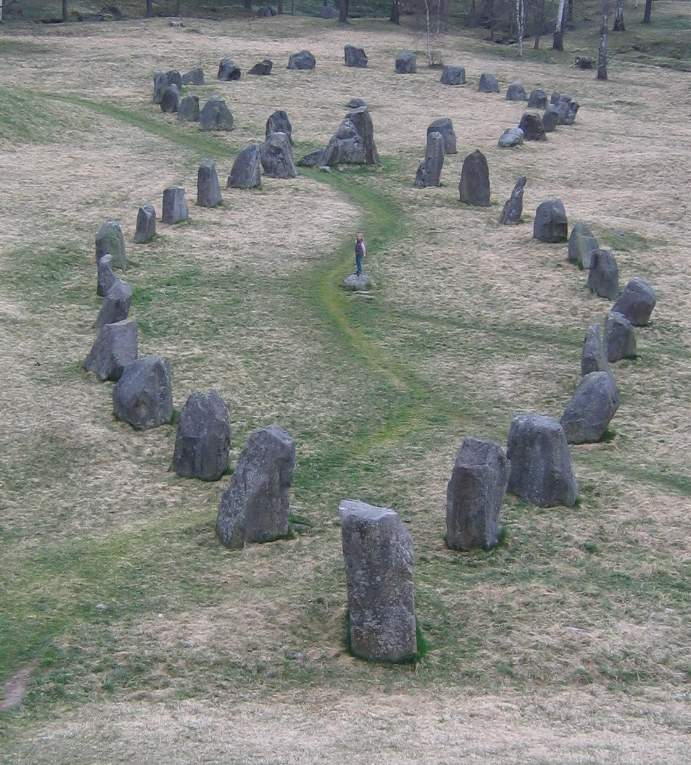
Каменный корабль, курган Анунд

Каменный корабль, или каменная ладья — погребальный монумент доисторической Скандинавии и доисторической Эстонии, использовавшийся вплоть до эпохи викингов. Состоит из вертикальных камней, поставленных в форме очертаний корабля либо вплотную друг к другу, либо на заметном расстоянии. Изнутри «каменные корабли» могут быть вымощены галькой или заполнены булыжниками, иногда в центре располагаются вертикальные камни, символизирующие мачты.
Считается, что эти мегалитические композиции могли имитировать реальные ладьи, на которых погребаемых отправляли в последнее плавание по морю. Само название каменный корабль появилось во времена викингов.

## Форма
Размер «каменных кораблей» в Швеции, где они встречаются довольно часто, варьируется от 67 метров (Камни Але) до всего нескольких метров. Размер использованных при сооружении камней, соответственно, тоже отличается от небольших валунов до монументальных блоков. Как правило, камни ориентированы вертикально, но встречаются и «корабли», выложенные горизонтальными блоками, например, в Борнхольме. Ориентация «кораблей» также варьируется, но часто они ориентированы с севера на юг. На носу и/или корме обычно установлены более крупные камни, что ещё более усиливает сходство с реальными ладьями. Некоторые датские «корабли» несут на носу рунический камень. «Корабли» часто встречаются на некрополях, однако иногда в окрестностях «кораблей» не находят никаких археологических останков или других артефактов.

## Распространенность

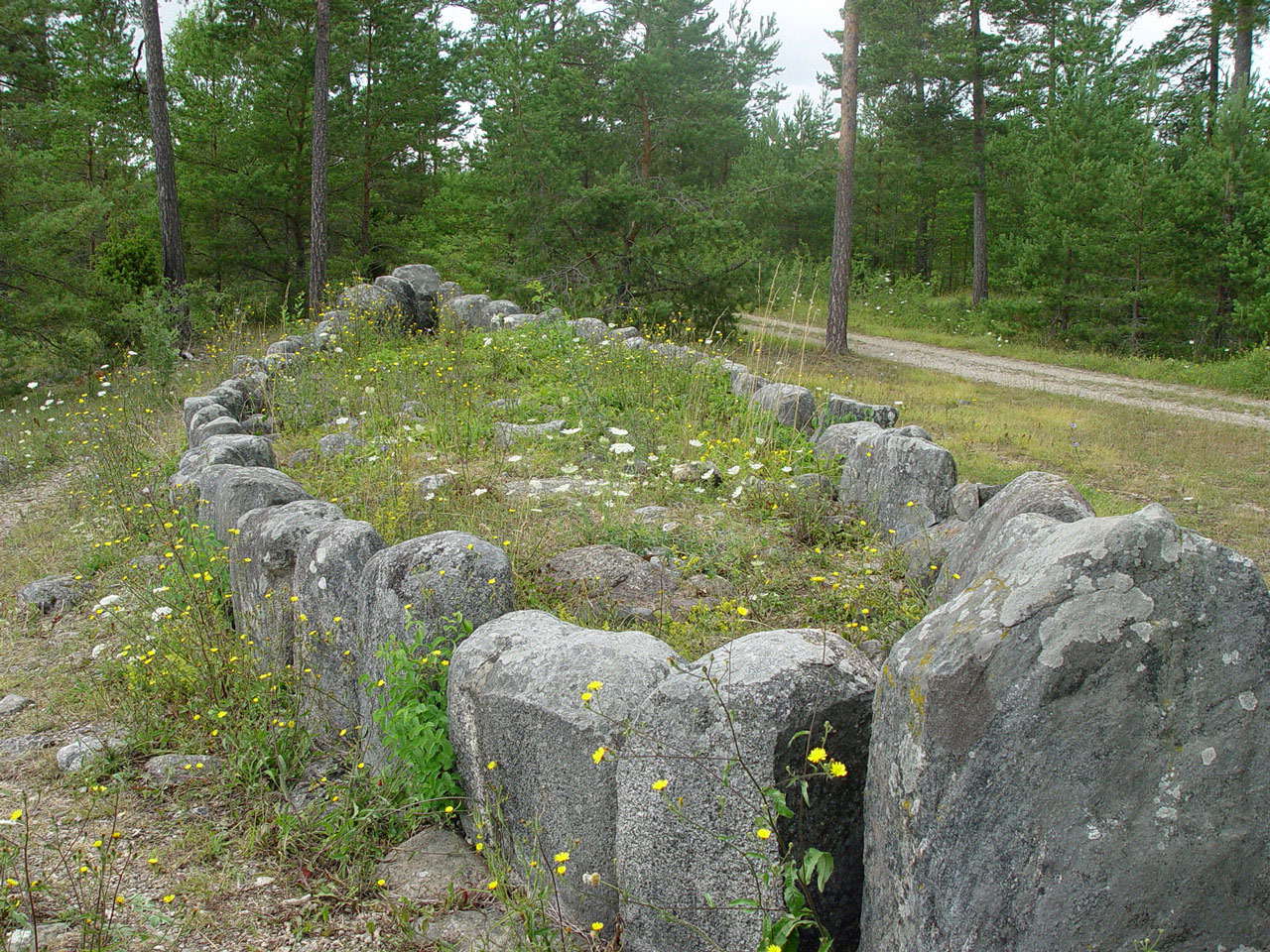
Каменный корабль на Готланде

Хотя более древние и более крупные «каменные корабли» относились к позднему бронзовому и раннему железному векам (около 1000—500 гг. до н. э., например, на Готланде), их продолжали сооружать и в последующие периоды — германский железный век, вендельский период и даже в эпоху викингов (800—1150 гг. н. э.).
Большинство «кораблей» встречаются в районе Балтийского моря. Самые большие, старые и многочисленные расположены в Дании и Швеции (в основном в южных провинциях). В провинции Смоланд их около сотни. Очень много их в Сконе и на Готланде, где их около 350. На Готланде встречаются корабли до 47 метров в длину, но использованные камни редко выше 1,5 метров. В Борнхольме некогда существовало до 50 подобных «кораблей».
«Каменные корабли» встречаются в Норвегии и Финляндии (Аландские острова). Отдельные «каменные корабли» изредка встречаются на побережье Северной Германии, в Прибалтике (где их называют «корабли дьявола») и в России.